# 江白拉桑
江白拉桑（？—），男，藏族，中华人民共和国政治人物、宗教界人物。现任西藏自治区人大民族宗教外事侨务委员会委员。第十四届全国政协委员，哲蚌寺堪布。